# Norske Skog
Der Konzern Norske Skog (früher Norske Skogindustrier ASA) mit Sitz in Oslo (Norwegen) ist einer der größten Papierhersteller weltweit.

## Geschichte
Der Vorläufer von Norske Skog wurde als „Nordenfjelske Treforedling“ am 1. März 1962 gegründet. Die erste Papierfabrik des Unternehmens nahm ab 1966 in Skogn bei Levanger die Produktion mit der PM1 auf.
Geschäftsführer des Unternehmens ist seit September 2023 Geir Olav Drangsland.

## Produkte
Die Produktpalette konzentriert sich größtenteils auf die Herstellung von Publikationspapier für Zeitungen und Magazine. Mit seinen Produkten erreicht das Unternehmen einen Marktanteil von etwa 13 % und ist der zweitgrößte Anbieter von Zeitungs- und der drittgrößte Hersteller von Zeitschriftenpapier.

## Produktionsstandorte

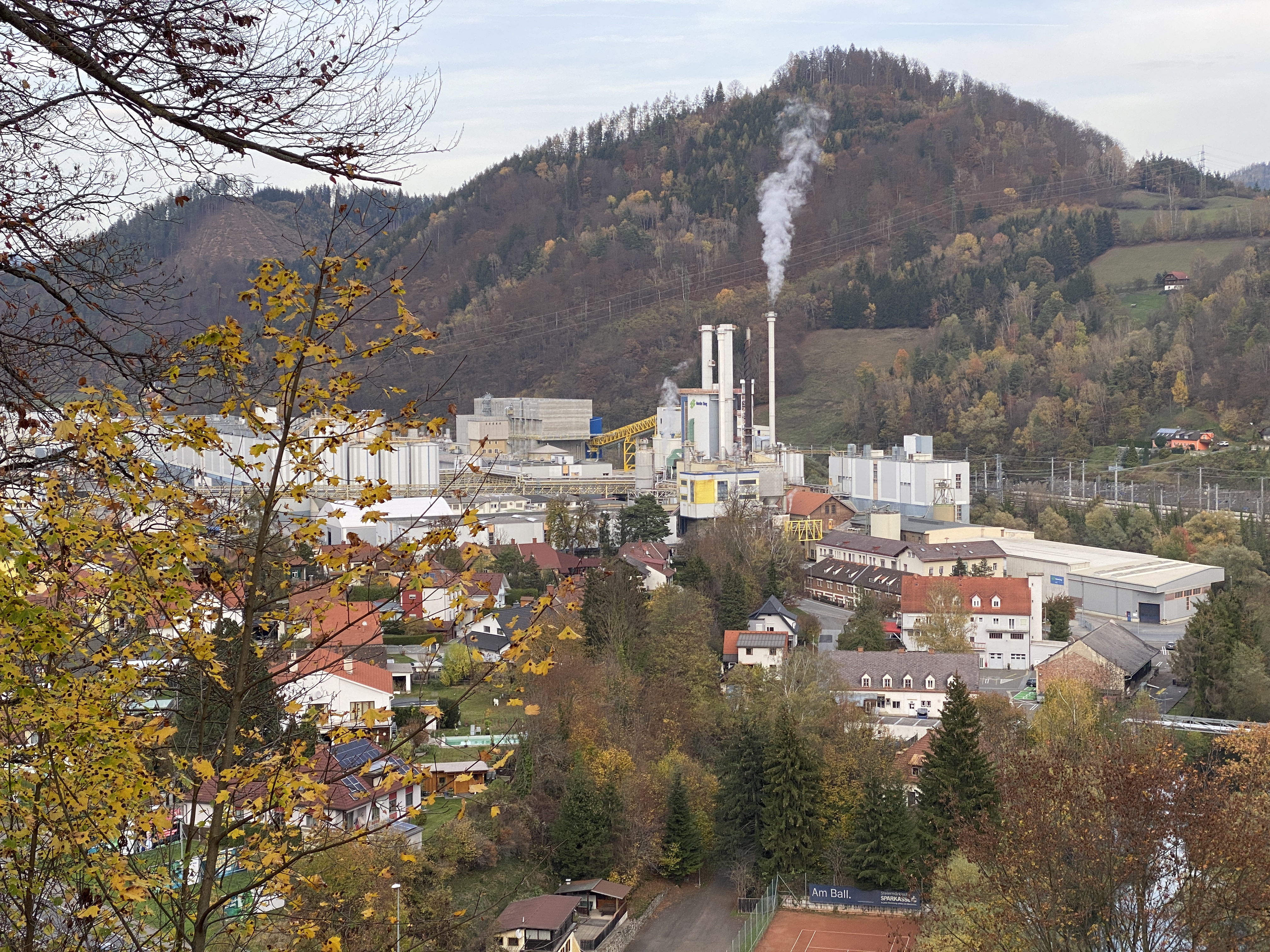
Werk in Bruck an der Mur

In Besitz des Unternehmens befinden sich 5 Produktionsstandorte in 4 Ländern, darunter Papierfabriken im österreichischen Bruck an der Mur, im französischen Golbey, im australischen Boyer in Tasmanien sowie in Saugbrugs bei Halden und Skogn in Norwegen. Der Konzern beschäftigt 2.140 Mitarbeiter und hatte im Geschäftsjahr 2022 einen Umsatz von etwa 1,2 Mrd. € (15,2 Mrd. NOK).

### Ehemaliger Standort Duisburg-Walsum
Das 1962 am Standort Duisburg-Walsum gegründete Werk, das von Haindl über UPM-Kymmene zu Norske Skog kam, produziert LWC-Papiere. Ende des Jahres 2013 wurde eine der zwei Papiermaschinen stillgelegt, die Produktionskapazität halbierte sich annähernd auf 220.000 Tonnen pro Jahr.
Am 5. Juni 2015 kündigte der Konzern an, die Fabrik zu schließen. Die Geschäftsleitung stellte noch am gleichen Tag einen Insolvenzantrag.
Inzwischen firmiert die Fabrik in Duisburg-Walsum als Walsum Papier. Es wird ein Investor gesucht. Außerdem gibt es Überlegungen, den kostenintensiven Zukauf von Dampf durch eine kostengünstigere Eigenproduktion zu ersetzen.
Ende 2016 wurde der Abwicklungsgeschäftsbetrieb eingestellt und das Fabrikgelände an die Duisburger Hafengesellschaft Duisport verkauft.